# Caatingaspecht
De caatingaspecht (Celeus obrieni) is een vogel uit de familie Picidae (spechten). Het is een bedreigde vogelsoort die alleen voorkomt in het noordoosten van  Brazilië. De vogel is genoemd naar een droog steppegebied, de caatinga. De wetenschappelijke naam verwijst naar de Amerikaanse ornitholoog Charles O'Brien (1905-1987).

## Herkenning
De vogel is 26 tot 28 cm lang. Het mannetje heeft een roodbruine kop met een opvallende kuif en een lichte vuilwitte snavel. De borst en de staart zijn zwart, de nek, rug en stuit zijn roomkleurig tot zeer licht roodbruin.De vleugeldekveren zijn op een markante manier zwart gestreept en de vleugelveren zijn kastanjebruin. De vogel lijkt op de oranjekopspecht (C. spectabilis), maar die is ook zwart gestreept op de buik en borst. Tot 2005 werd deze soort als ondersoort van de oranjekopspecht beschouwd.

## Verspreiding en leefgebied
Deze soort is endemisch in oostelijk Brazilië. Over deze specht is ecologisch niet zo veel bekend. Duidelijk is wel dat het gedrag anders is als dat van de nauw verwante oranjekopspecht. De spechten die sinds de herontdekking in 2006 worden gezien en gevangen, houden zich op in half open bossavanne (cerrado) met een bepaalde soort palm (Attalea speciosa) en met bamboe (Gadua paniculata).

## Status
Deze specht werd in de jaren 1920 verzameld en vervolgens meer dan 80 jaar niet waargenomen. In 2006 werd de vogel herontdekt in de deelstaat Tocantins. Eerst dacht men dat er slechts een kleine populatie was van hoogstens 250 volwassen vogels. Daarna werden meer waarnemingen gedaan, ook op andere plaatsen. In 2010 werd de schatting opgehoogd en gaat men uit van 350 tot 4000 exemplaren. Het leefgebied van de vogel neemt echter sterk af door  de aanleg van infrastructuur en omzetting van bos in weidegronden of de teelt van soja. Om deze redenen staat de caatingaspecht als kwetsbaar op de Rode Lijst van de IUCN.